# Natan Sharansky
Natan Sharansky (hebreiska: נתן שרנסקי; ryska: Натан Щаранский, Natan Sjtjaranskij), född 20 januari 1948 i Donetsk, Ukrainska SSR i dåvarande Sovjetunionen (i nuvarande Ukraina), är en före detta sovjetisk dissident och israelisk politiker (Likud).

## Biografi
Sharansky föddes som Anatolij Borisovitj Sjtjaranskij (Анатолий Борисович Щаранский) av judiska föräldrar i Donetsk i dåvarande Ukrainska SSR. Han studerade matematik i Moskva. År 1973 nekades han visum till Israel med hänvisning till den nationella säkerheten, och han tog då anställning som engelsk översättare och vid sidan av detta verkade han som människorättsaktivist. Han var en av grundarna av Helsinki Watch.
Han greps 1977 och 1978 dömdes han för spionage för USA och landsförräderi till 13 års straffarbete i Sibirien. Den 11 februari 1986 blev han frisläppt genom ett spionutväxling (på Glienicker Brücke i Berlin) som kom till stånd eftersom Ronald Reagan pressade Michail Gorbatjov, och Sharansky emigrerade då till Israel och bytte till ett mer judiskt förnamn, Natan.
I Israel har Natan Sharansky haft stort inflytande som politisk företrädare för judar som flytt från de forna sovjetiska staterna, och han har fört en politik som ofta ansetts vara på högerkanten. 1988 blev han ordförande i Zionist Forum, och 1995 grundade han det politiska partiet Yisrael BaAliya. Han blev invald i den israeliska regeringen 1996 och har haft flera ansvarsområden som minister. Från 2003 var Sharansky minister utan portfölj i Israels regering med ansvar för frågor som berörde sociala reformer och diasporan, men avgick den 2 maj 2005 i protest mot att Likud, den israeliska borgerliga samlingsregeringen, planerade evakuera israeliska bosättare på Gazaremsan.
I västvärlden är Sharansky kanske mest känd genom sina böcker. Boken The Case for Democracy: The Power of Freedom to Overcome Tyranny and Terror (2004), som han skrev tillsammans med Ron Dermer, har bland annat haft ett stort inflytande på USA:s president George W. Bush och andra amerikanska politiker. I boken menar Sharansky och Dermer att det främsta målet för USA:s (liksom för den övriga "fria världens") utrikespolitik bör vara spridandet av demokrati.